# Amorium
Dans l'Antiquité, la ville d'Aura, devenue Amorium ou Amorion à l'époque romaine et byzantine (Ammuriye dans les sources arabes), se trouvait sur l'emplacement du village turc actuel de Hisarköy, à 12 km d'Emirdağ sur la route de Davulga, dans la province d'Afyonkarahisar. Des fouilles archéologiques y sont toujours en cours, et font régulièrement l'objet de publications scientifiques.

## Histoire
Cette ville phrygienne devint un siège épiscopal à partir du VIe siècle, et une place forte de l'Empire byzantin. Michel II, empereur de 820 à 829 et fondateur de la dynastie amorienne, y est né en 770.
Après plusieurs tentatives de conquête par les Arabes, notamment en 668 (occupation puis reconquête rapidement après) et en 716, Amorium fut prise par le calife abbasside Al-Muʿtas̩im le 17 ramadan 223 (12 août 838), après un siège et une bataille, le siège d'Amorium, qui auraient mobilisé de part et d'autre près de 200 000 combattants et qui fit l'objet d'un poème devenu célèbre d'Abû-Tammâm, Ode à la conquête d'Amorium. Pour se venger de la destruction par les Byzantins de sa propre ville natale, Zapetra (Syrie), Al-Muʿtas̩im fit raser la ville, dont était originaire l'empereur byzantin de l'époque, Théophile, fils de Michel II. Il fit passer toute la population (30 000 habitants) au fil de l'épée ou la réduisit en esclavage sauf 42 officiers qui, après avoir préféré la mort à la conversion à l'islam, furent exécutés en 845 et sont désignés dans le martyrologe chrétien comme les « Saints Martyrs d'Amorium ». Juste avant la destruction d'Amorium, des conflits s'y seraient déroulés entre Chrétiens et Juifs, avec parmi les protagonistes une secte juive dont les ennemis de la dynastie amoréenne prétendirent que l'empereur Michel II était issu. Cette rumeur n'est sans doute pas sans rapport avec la ferveur iconoclaste de cet empereur et de son fils.
La ville détruite et évacuée par Al-Muʿtas̩im est reconstruite par les Byzantins, sans retrouver sa grandeur passée.
Une bataille s'y déroule en 1073 entre Roussel de Bailleul, chef des mercenaires normands au service de l'empereur byzantin Romain IV Diogène à la bataille de Manzikert (1071), mais entre-temps résolu à se tailler son propre royaume en Anatolie centrale, et une armée envoyée par le nouvel empereur, Michel VII Doukas. Bailleul gagne la bataille, capture l'oncle de l'empereur et poursuit sa route vers Constantinople. Cet épisode de l'histoire byzantine est crucial, car il pousse Michel VII à conclure pour la première fois un traité avec les Seldjoukides contre les Normands, qui seront ensuite battus.
Amorium n'aurait finalement été conquise par les Turcs ottomans qu'au début du XIVe siècle, mais d'après l'archéologue Christopher Lightfoot elle avait en fait déjà été abandonnée à la fin du XIe siècle.

## Le diocèse d'Amorium
John Kallos, hiérarque grec des États-Unis, a été nommé évêque orthodoxe d'Amorion/Amorium en 1992, il existe même toujours formellement un archidiocèse catholique d'Amorium (de), vacant depuis 1970. Il ne semble de toute façon plus y avoir le moindre chrétien indigène sur place, ces titres d'évêque d'Amorium n'ont en réalité qu'un caractère purement honorifique pour des prélats à la retraite, il s'agit de ce qu'on appelle des évêques in partibus titulaires de diocèses qualifiés jusqu'en 1882 de in partibus infidelium, c'est-à-dire « dans les pays des infidèles ».

## Personnalités originaires d'Amorium
- Michel II Psellos (le bègue) ou l'Amoréen (770-829), empereur byzantin de 820 à 829, il est le premier de la dynastie amorienne à laquelle appartiennent également Théophile (829-842) et Michel III, dit « l'Ivrogne » (842-867)
- Saint-Blaise d'Amorium (?-908) (voir aussi: H. Grégoire, La vie de saint Blaise d’Amorium Byzantion 5 (1929) 391-414)
- Ésope le phrygien. Jean de La Fontaine, Fables, La vie d'Ésope le phrygien. "Ésope était phrygien, d'un bourg appelé Amorium".

## Exploration archéologique d'Amorium
Martin Harrison obtient en 1987 des autorités turques un permis spécial de recherches pour explorer le site antique d'Amorium. Il y dirige les six premières campagnes de fouilles, avant de disparaître prématurément à l'âge de 58 ans. Les fouilles sont ensuite reprises par Christopher Lightfoot.